# نيوبيري
نيوبيري (بالإنجليزية: Newberry)‏ هي مدينة أمريكية تقع في ولاية فلوريدا. تبلغ مساحة هذه المدينة 119 (كم²)،ويبلغ عدد سكانها 5000 نسمة حسب إحصاء سنة 2010 م 5000.تشير إحصاءات سنة 2000م بأن الكثافة السكانية في هذه المدينة تقدر بـ(27.9) نسمة/كم2 

## أعلام
- لي جونستون